# Schlotheimia clavata
Schlotheimia clavata là một loài rêu trong họ Orthotrichaceae. Loài này được Geh. & Hampe mô tả khoa học đầu tiên năm 1879.